# Galicz János
Gálicz János (oroszul: Янош Галич; Tótkomlós, 1890. – Moszkva, 1939) szovjet honosítású osztrák-magyar katonatiszt volt, aki részt vett az első világháborúban és a spanyol polgárháborúban, ahol a Gal tábornok becenevet kapta. A spanyol háborúban betöltött szerepe rendkívül ellentmondásos volt, és az eseményről szóló történetírás nem tartalmaz kedvező leírásokat a teljesítményéről, ami különösen a jaramai és a brünetei csata miatt szerencsétlen. A háború végén a Szovjetunióban a nagy tisztogatás áldozata lett.

## Életrajz
Gálicz az Osztrák-Magyar Monarchia Tótkomlós városában (ma Békés megye) született. Az első világháborúban az osztrák-magyar hadseregben vett részt, a keleti fronton az Orosz Birodalom csapatai fogságba ejtették. Fogsága alatt kommunista lett, és a bolsevikokkal együtt részt vett az orosz polgárháborúban.A forradalom győzelme után belépett a moszkvai Frunze Katonai Akadémiára, ahol ezredesi rangot ért el. 1936-ban Spanyolországba küldték, hogy José Ivanovics Gal (Gal tábornok) álnéven csatlakozzon a spanyol polgárháborúban a második köztársaságot védő Nemzetközi Brigádok tisztikarához. 1936-ban a Nemzetközi Brigádok dandár- és dandárparancsnoka volt. A köztársasági oldalon dandár- és hadosztályparancsnok volt. Rossz természetéről volt ismert. 1937. január 31. és február 15. között a XV. nemzetközi brigád parancsnoka volt, amikor megsebesült, és Vladimir Ćopić váltotta fel. A brünetei csatában (1937. július 6. - július 25.) a Köztársasági Néphadsereg 15. hadosztályának parancsnoka volt, amely a 13. és a 15. nemzetközi dandárból állt. Gálicz épp Madrid védelmének erősítésén munkálkodott, amikor 1937 novemberében váratlanul visszarendelték a Szovjetunióba, ahol letartóztatták, majd 1938-ban  kivégezték a sztálini tisztogatások egyikeként, amelyeknek Ćopić is áldozata lett.

## Viták
Gálicz szerepét a spanyol polgárháborúban sok vita övezi, különösen a Cerro del Pingarrón elleni támadás elfuserált megszervezését a jaramai csata során 1937 februárjában, ami többszörös veszteséget okozott csapatai között. Martin Kitchen szerint Gálicz ügyetlensége és öngyilkos taktikája "elviselhetetlenül magas veszteségekhez" vezetett egységei között. Kitchen szerint Sztálin tudott a tetteiről, ami a Szovjetunióba való visszatérése után kivégzéséhez vezetett.Michael Petrou úgy véli, hogy Gálicz dicsőséget remélt Spanyolországban, és rossz természete, hozzá nem értése és nagyságtéveszméi túl sokba kerültek. Cecil D. Eby írta, hogy "Gálicz János volt a legrejtélyesebb és minden jel szerint a leginkompetensebb a spanyolországi nemzetközi tisztek közül. Németül beszélt szláv akcentussal és oroszul német akcentussal". Herbert Matthews, a The New York Times egyik írója úgy jellemezte Gal tábornokot, mint "egy magyart, aki inkább a Kommunista Internacionálé, mint a Spanyol Köztársaság oldalán harcolt". Ernest Hemingway azt állította, hogy a Gál szektorában uralkodó körülmények "siralmasak" voltak, és hogy Gált "le kellett volna lőni".